# Gustav Bubník
Gustav Bubník (* 23. dubna 1962 Bratislava) je český televizní herec a dabér, syn hokejisty Augustina Bubníka.

## Život
Už v chlapeckých letech byl v Dismanově rozhlasovém souboru a dostal svou první roli v Realistickém divadle. Vystudoval pražskou konzervatoř, mimo jiné s Lukášem Vaculíkem, Ondřejem Vetchým, či Janem Čenským. První dvouleté divadelní angažmá dostal v Kolíně, následovaly 2 roky v Kladně a pak Městská divadla pražská.
Před kamerou měl původně hrát už roli Toníka v dvoudílné televizní Babičce (1971), z čehož však sešlo. Poprvé se tak objevil v Rážově televizním filmu Záhada obrazu sv. Šebestiána (1972). Ve filmu pro velké plátno pak debutoval v roli 12letého chlapce Míši ve snímku Odysseus a hvězdy (1976) a v období normalizace se objevoval i v dalších filmech jako Leť, ptáku, leť!, Křehké vztahy, Láska na druhý pohled, Má láska s Jakubem.
Jeho doménou se však staly televizní seriály. Nejprve Boříkovy lapálie (1972) a Pan Tau (1975), poté např. Malý pitaval z velkého města, Slavné historky zbojnické, Doktor z vejminku, Bambinot, Území bílých králů, Co teď a co potom?
Počátkem 90. let však odsunul aktivní hereckou kariéru do ústraní. Krátce studoval organizaci a řízení umělecké tvorby na FAMU. Věnoval se produkci, řídil Divadlo Jiřího Wolkera a přes pozici PR manažera pronikl do pojišťovnictví, bankovnictví, poradenství.
Mezitím se v 90. letech i v první dekádě 21. století věnoval dabingu. Opakovaně propůjčoval hlas např. Tomu Cruisovi, Charliemu Sheenovi a dalším. Dabing vyučoval i na soukromé herecké škole. Od 10. let se vrátil i k televiznímu herectví v seriálech Helena a Doktoři z Počátků.
Je dvakrát rozvedený, jeho první manželkou byla herečka Ilona Svobodová, druhou Soňa Bubníková.
Jeho hlas je také možné zaslechnout v reality show Výměna manželek, kde namlouvá dění k pořadu. Do roku 2016 byl také staničním hlasem SportTV.